# سلفادور نصر الله
سلفادور اليخاندرو سيزار نصرالله سلوم (بالإسبانية: Salvador Nasralla)‏ (ولد في 30 يناير 1953) هو صحفي رياضي هندوراسي، مقدم تلفزيوني، رجل أعمال، وسياسي. وهو مقدم برنامج تلفزيوني الأعلى مشاهدة في هندوراس، وهو المؤسس والرئيس والمرشح لمنصب الرئاسة (لعام 2013 و2017، لم يفز فيهن) لحزب مكافحة الفساد.

## النشأة
ولد نصر الله في تيغوسيغالبا، هندوراس. والديه من أصل فلسطيني.     والدته من مواليد تشيلي. قضى طفولته في مدينة تروخيو الشمالية، كولون. وفي سن الحادية عشرة، عادت أسرته إلى تيغوسيغالبا. وهناك أكمل دراسته الثانوية في معهد سان فرانسيسكو وحصل على شهادة الثانوية العامة.

## التعليم
بعد المدرسة الثانوية، أرسل نصر الله للعيش مع أقاربة في تشيلي. هناك أكمل دراسته الجامعية في الجامعة الكاثوليكية في شيلي حيث تخرج مع مرتبة الشرف. حصل على شهادة في الهندسة الصناعية المدنية ونال درجة الماجستير في إدارة الأعمال.
كما أخذ دروسًا في الدراما والتلفزيون.

## المهنة
بعد عودته من شيلي، أصبح نصر الله الرئيس التنفيذي لشركة بيبسي هندوراس. كما أصبح أستاذًا في الجامعة الوطنية المستقلة في هندوراس حيث ألقى محاضرات عن الأعمال والهندسة.
في عام 1981، بدأ حياته المهنية في التلفزيون.

## الحياة السياسية
وكان نصر الله ينتقد بشدة حكومة هندوراس منذ الثمانينيات. وعلى وجه الخصوص، أشار إلى أن الفساد الواسع الانتشار على أعلى مستويات في الحكومة هو السبب الرئيسي للمشاكل التي تصيب المجتمع الهندوراسي.
وبسبب التدهور المتزايد في الظروف المعيشية لأغلبية سكان هندوراس نتيجة لللامبالاة وعدم كفاءة السياسيين التقليديين، قرر نصر الله وغيرهم من أعضاء المجتمع المدني إنشاء حزب سياسي جديد.أنشئ في عام 2013 حزب مكافحة الفساد واعترف به في المحكمة العليا للانتخابات في هندوراس.